# Brouwerij Duvel Moortgat

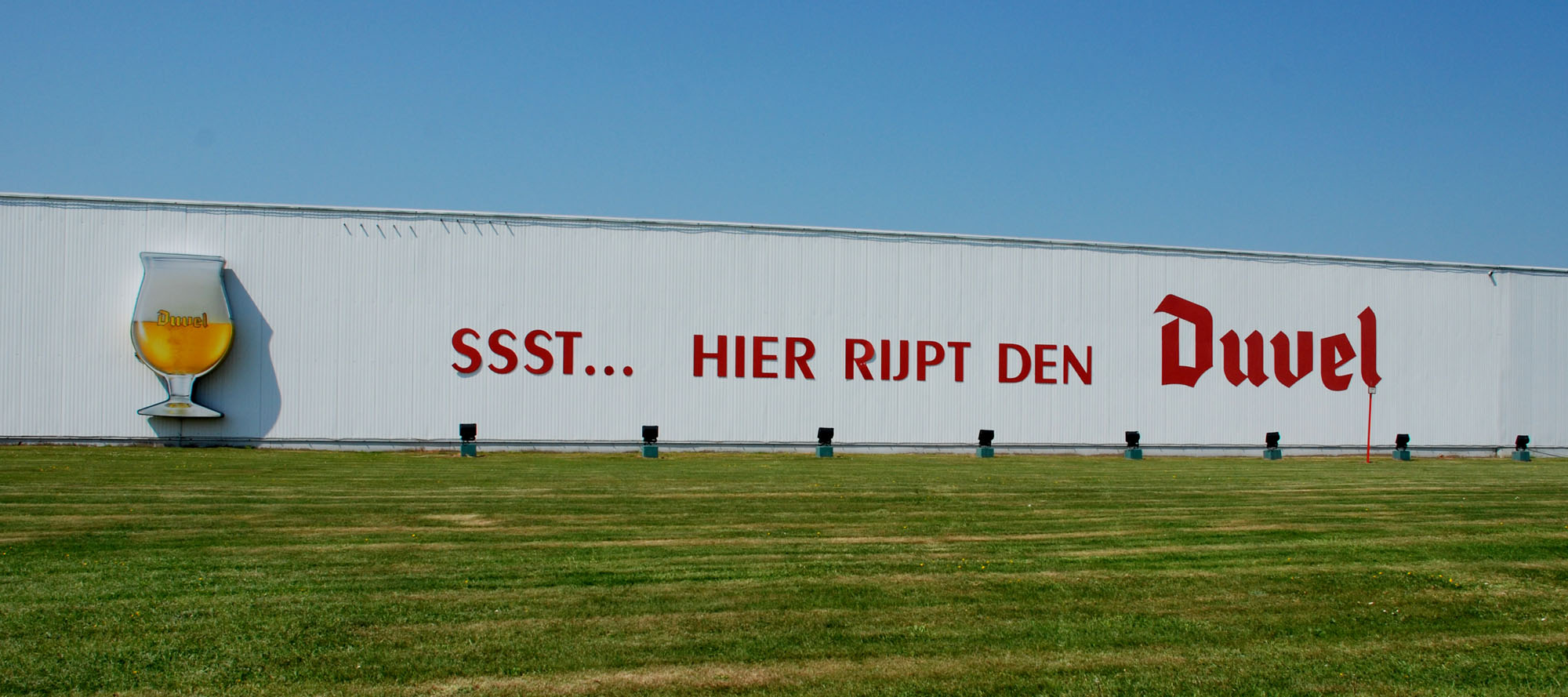
Ssst... hier rijpt den Duvel

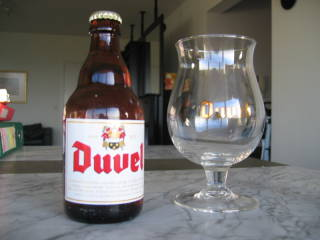
Duvel

Brouwerij Duvel Moortgat is een Belgische familiale brouwerij, opgericht in 1871 door Jan Leonardus Moortgat en gelegen in het Antwerpse Breendonk, een deelgemeente van de gemeente Puurs-Sint-Amands.
De brouwerij, met een capaciteit van circa 1.2 miljoen hl, exporteert haar producten naar 72 landen en is vooral bekend om zijn Duvel, een Belgian Strong Ale.

## Geschiedenis

### 20ste eeuw
Albert Moortgat nam in 1914 op vierentwintigjarige leeftijd de brouwerij over van zijn overleden broer Jozef Moortgat (1872-1914). Hij lanceerde Victory Ale in 1917.
In de jaren ’30 van de 20e eeuw lanceerde hij de pils Bel Pils.
In 1923 werd Victory Ale tot Duvel omgedoopt "omdat er een duvel in zit". Na de Tweede Wereldoorlog werd Vedett ontwikkeld, een bier dat in 2003 opnieuw werd gelanceerd. In 1963 begon Duvel Moortgat een lijn abdijbieren onder licentie van de Benedictijnermonniken van Maredsous.
Volgens Patrick Nefors, historicus van het Nationaal Gedenkteken van Breendonk en auteur van Breendonk 1940-1945, had Albert Moortgat nazi-sympathieën, was hij lid van de collaboratiebeweging De Vlag en adverteerde hij in Volk en staat, het blad van de collaboratiepartij VNV (Vlaams-Nationalistisch Verbond). Zijn slogan was 'Eén volk! Eén staat! Eén bier: Moortgats bier!'.
In de jaren 50 van de 20e eeuw nam Albrecht Moortgat (4 september 1931) de brouwerij over van zijn vader Albert Moortgat. Het was Albrecht, ook wel Bert genoemd, die ervoor zorgde dat de lokale brouwerij nationaal bekend raakte. In 1994 trok hij zich volledig terug uit de brouwerij. Hij overleed 26 april 2011 op 79-jarige leeftijd en had drie dochters waarvan geen van hen actief is in de brouwerij.
In de jaren ’60 van de 20e eeuw begon Duvel Moortgat in bulk geïmporteerde Tuborg van de Deense Brouwerij Carlsberg te bottelen en te verdelen; de samenwerking zou meer dan dertig jaar standhouden.
Na de lancering van Steendonk (een samentrekking van Steenhuffel en Breendonk), in samenwerking met Palm Breweries, trok Duvel Moortgat NV in juni 1999 naar de beurs (Euronext). De beursgang resulteerde in juni 2000 in de ontwikkeling van Passendale, na een licentieovereenkomst met Campina (kaasmakerij Passendale). Het blonde amberbier van 6% won de Belgische Oscar voor Nieuwe Producten 2000, maar verdween een jaar later van de markt.

### 21ste eeuw
In juli 2001 kocht Duvel Moortgat 50% van de aandelen van de Tsjechische brouwerij Bernard. Begin 2003 nam Duvel Moortgat dan de New Yorkse Brewery Ommegang (Cooperstown) over en vormde Duvel Moortgat USA, dat zowel producten van Ommegang, Moortgat als van andere brouwerijen verdeelt. In september 2006 volgde de overname van de Brouwerij van Achouffe. In 2008 wordt de failliete brouwerij Liefmans overgenomen.
Op 10 september 2007 werd in Breendonk de op 14 september 1983 overleden Albert Moortgat gehuldigd door het plaatsen van een borstbeeld.
In 2009 werd Duvel Distelled een eerste maal op de markt gebracht. Het betreft hier een sterkedrank met een alcoholpercentage van 40%, gedistilleerd uit het Duvelbier. In 2013 werd besloten dit nogmaals in beperkte oplage te doen.
In 2010 nam Duvel Moortgat brouwerij De Koninck over.
Op 5 augustus 2010 werden alle aandelen van de groep Brouwerij De Koninck verworven. Brouwerij De Koninck brouwt en commercialiseert onder meer het sterke merk ‘Bolleke Koninck’. De groep omvat de vennootschappen Brouwerij De Koninck nv, Padeko nv, Konifi nv, Gildenhuis Wilrijk nv, Brouwerij De Valk nv en Verlinden-Peeraer nv.
Op 18 oktober 2013 werd ook de Amerikaanse Boulevard Brewing Company eigendom van Duvel Moortgat. De beide Amerikaanse brouwerijen vormen de huidige brouwerijgroep Duvel Moortgat USA. In de top-50 van 2014, gepubliceerd door de Brewers Association (BA), stond Duvel Moortgat USA op een 12de plaats in de lijst van U.S. Craft Brewing Companies en op een 18de plaats in de lijst van Overall U.S. Brewing Companies (gebaseerd op gebrouwen volume). Op 17 juli 2015 werd bekendgemaakt dat Duvel Moortgat USA eigenaar is geworden van de Amerikaanse Firestone Walker Brewing Company.
In 2015 nam Duvel Moortgat een belang in brouwerij 't IJ uit Amsterdam. Volgens de directie van 't IJ om een groei binnen Nederland en later export mogelijk te maken. Op 6 juli 2017 werd bekendgemaakt dat Duvel Moortgat zich voor 35% had ingekocht in de relatief kleine Italiaanse craftbierbrouwerij Birrificio del Ducato (jaarproductie 5000 hl). In 2018 namen ze Ducato helemaal over.
In 2023 nam Duvel Moortgat de Franse brouwerij Brasserie du Mont-Blanc over. Sinds 2006 is Duvel Moortgat actief in China. In 2022 startte ze een brewpub Chaba in Kunming en begon men in 2023 een samenwerking met Great Leap brouwerij in Tianjin voor de productie van Vedett White.

## Beurs
In oktober 2012 maakte het bedrijf bekend dat het aandeel Duvel Moortgat mogelijk van de beurs zal worden gehaald. Daartoe doet de brouwerij een bod op de 1.312.311 aandelen die nog op de vrije markt circuleren. De verwerving van de 24,42 percent van de aandelen zal € 124,7 miljoen kosten. De bankleningen daartoe worden afbetaald met de bedrijfsresultaten van de onderneming. De inkoop zal gebeuren tegen € 95 per aandeel.
Het betreft een vrijwillig voorwaardelijk openbaar overnamebod. Op 22 januari 2013 hadden de familiale aandeelhouders reeds 95,54% van de aandelen terug in handen. Tot 12 februari 2013 volgt een verlengd bod op de overige aandelen.
In maart 2013 werd de beursnotering geschrapt en sindsdien is de familie Moortgat weer volledig eigenaar van het bedrijf, zoals dat vóór 1999 ook al het geval was.
De familiale aandeelhouders brachten de brouwerij in 1999 naar de Brusselse beurs tegen een openingskoers van 36,50 euro. Ze halen het bedrijf in 2013 van de beurs tegen 95 euro per aandeel. Wie toen instapte, heeft in die veertien jaar inclusief nettodividenden een rendement van 186% gerealiseerd, ruim 8% per jaar.

## Generaties
Een overzicht van hen die betrokken waren bij het brouwen, vanaf Steenhuffel.
- Petrus Jan Moortgat (1771-1853), brouwer en burgemeester van Steenhuffel 1828-1842[19]
  - Petrus Jan Moortgat (1809-1857), brouwer te Steenhuffel
    - Carolus Ludovicus Moortgat (1847-1916), brouwer te Steenhuffel
      - Jan Leonard Moortgat (1882-1963), laatste brouwer te Steenhuffel

    - Jan Leonardus Moortgat (1841-1920) - 1871 - stichter van de brouwerij in Breendonk
      - Joseph Moortgat (1875-1914) - introduceert de pils
      - Victor Moortgat (1882-1974) - maakte hun bier bekend buiten de streek
        - Emile Moortgat (1917-1993) - brouwer
        - Leon Moortgat (1918-1992) - deed de promotie
          - Philippe
          - Bernard
          - Michel - huidig CEO en manager van het Jaar in 2010

      - Albert Moortgat (1890-1983) - brouwt de eerste Duvel - burgemeester van Breendonk
        - Gabriëlla Moortgat (1924-2012)
        - Marcel Moortgat (1927-1986)
        - Bert Moortgat (1931-2011), had tot 1994 de leiding van het bedrijf

## Merken
Onderstaande merken en varianten zijn onderdeel van het bedrijf:
- Duvel
  - Duvel (8,5%)
  - Duvel Tripel Hop (9,5%)
  - Duvel 6,66 (6,66%)
- Vedett
  - Vedett Extra Pilsner Blond (5,2%)
  - Vedett Extra White (4,7%)
  - Vedett Extra Ordinary IPA (5,5%)
  - Vedett Extra Playa (5,2%)
- Maredsous
  - Maredsous 6 (6,5%) (Blond, Donker)
  - Maredsous 8 (8%)
  - Maredsous 10 (10%)
- Chouffe
  - La Chouffe (8%)
  - Mc Chouffe (8%)
  - Houblon Chouffe (9%)
  - N'Ice Chouffe (10%)
  - Chouffe Soleil (6%)
  - Chouffe Bok (6,66%)
  - Cherry Chouffe (8%)
  - Chouffe Blanche (6,5%)
- De Koninck
  - Bolleke De Koninck (5,2%)
  - Tripel D'Anvers (8%)
  - Wild Jo (5,8%)
  - Lost in Spice (5,2%)
- Liefmans
- JARR Kombucha[20]
  - JARR Ginger
  - JARR Passion Fruit
  - JARR Raspberry
  - JARR Original
- Ommegang
  - Witte (5,2%)
  - Rare Vos (6,5%)
  - Hennepin (7,7%)
  - Abbey Ale (8,2%)
  - Three Philosphers (9,7%)
  - Gnomegang (9,5%)
- Bel Pils (5%)
- Boulevard
- Firestone Walker
- Bernard
- 't IJ
  - 't IJ van de Duivel, hazy IPA (cobrew van Brouwerij Moortgat en Brouwerij 't IJ)[21]
  - 't Ei van de Duivel, Black rye IPA (cobrew van Brouwerij Moortgat en Brouwerij 't IJ)[22]
- Brasserie du Mont-Blanc

### Overig
Geproduceerd in opdracht:
- Tournée Générale